# بلاش سليشكوفيتش
بلاش «باكا» سليشكوفيتش (تلفظ [blâːʒ slîʃkoʋitɕ]؛ مواليد 30 مايو 1959) هو مدرب كرة قدم محترف بوسني و‌لاعب سابق وهو مدرب نادي جيلييزنيتشار ساراييفو في دوري البوسنة والهرسك الممتاز.

## روابط خارجية
- بلاش سليشكوفيتش على موقع الاتحاد الدولي (مؤرشف)  (الإنجليزية)
- بلاش سليشكوفيتش على موقع الاتحاد الأوربي (الإنجليزية)
- بلاش سليشكوفيتش على موقع قاعدة بيانات كرة القدم.إي يو (الإنجليزية)
- بلاش سليشكوفيتش على موقع ناشيونال فوتبول تيمز (الإنجليزية)
- بلاش سليشكوفيتش على موقع Soccerway.com (الإنجليزية)
- بلاش سليشكوفيتش على موقع عالم كرة القدم.نت (الإنجليزية)